# Lý Quỳ
Lý Quỳ (chữ Hán: 李逵; bính âm: Lǐ Kuí) là một nhân vật hư cấu trong tiểu thuyết Thủy hử của Thi Nại Am. Lý Quỳ là một trong những người khỏe nhất của 108 anh hùng Lương Sơn Bạc, chỉ đứng sau Lỗ Trí Thâm, Võ Tòng và Lâm Xung, nhưng cũng là nhân vật lỗ mãng nhất ở Lương Sơn Bạc. Biệt danh của Lý Quỳ là Hắc Toàn Phong (黑旋風, Gió Lốc Đen) và Thiết Ngưu (鐵牛, Trâu Sắt hoặc Bò Sắt, thường dùng để gọi theo cách thân mật). Vũ khí của Lý Quỳ là hai cây rìu (tiếng Hán gọi là phủ). Dù lỗ mãng và hung hăng, Lý Quỳ rất mực trung thành và tín nghĩa. Lý Quỳ có nhiều nét tương đồng với Trương Phi trong tiểu thuyết Tam quốc diễn nghĩa của nhà văn La Quán Trung. Ở Lương Sơn Bạc, Lý Quỳ là đầu lĩnh thứ 22, được sao Thiên Sát Tinh (chữ Hán: 天殺星; tiếng Anh: Killer Star) chiếu mệnh.

## Nguyên hình lịch sử
Tháng 11 (ÂL) năm 1127, tri Mật Châu của nhà Tống là Triệu Dã, do sợ hãi quân Kim nên bỏ thành mà chạy. Thủ nha tiết cấp Đỗ Ngạn thuyết phục hai tiết cấp Lý Quỳ và Ngô Thuận, kêu gọi dân chúng nổi dậy, bắt giữ Triệu Dã về xử chém. Đỗ Ngạn tự mình tổ chức quân đội, phòng ngự quận Kim.

## Tính khí
Lý Quỳ nóng nảy, ương bướng nhưng rất hăng hái, nhiệt tình và trung thành với Tống Giang. Tuy thế nhưng có một số lần ông vô tâm, giận dỗi, bỏ trốn khỏi Lương Sơn không dưới hai lần vì bị Tống Giang doạ chặt đầu. Trong những lần bỏ trốn, ông đã đóng góp cho Lương Sơn một số hảo hán như Thang Long, Tiêu Đĩnh, Bào Húc; trong số họ thì sau này Bào Húc trở thành cánh tay phải của ông.

## Thân thế
Lý Quỳ là người làng Bạch Trượng, huyện Nghi Thủy - Nghi Châu (ngày nay là huyện Nghi Thủy, Lâm Nghi, tỉnh Sơn Đông). Ông là người khoẻ như trâu, thân thể cường tráng và cứng như sắt nên ông có biệt hiệu là "Thiết Ngưu" (trâu sắt). Do lỡ tay đánh chết người ở quê hương Nghi Thủy, Lý Quỳ được anh trai là Lý Đạt cứu thoát, ông bỏ trốn đến Giang Châu và làm cai ngục dưới trướng Đới Tông.

## Đánh nhau vớiTrương Thuận
Khi Tống Giang (tức Tống Công Minh) phạm tội vì giết Diêm Bà Tích, ông bị đày sang Giang Châu (nay là Giang Tây). Ở nhà giam, Tống Giang nhận ra tiết cấp ở Giang Châu là Đới Tung - người mà Ngô Dụng đã viết thư khuyên ông gặp mặt. Khi đang tra khảo tội danh của Tống Giang, Đới Tung nghe thấy Tống Giang nhắc tới Ngô Dụng nên đã xin ông thứ lỗi cho sự thất kính của mình. Ngay sau đó Đới Tung thu xếp việc đề lao, mời Tống Giang ra quán ăn. Tại quán ăn này, Lý Quỳ xuất hiện và vay tiền chủ quán, bị từ chối nên ông gây xung đột với chủ quán và khách hàng. Đới Tung ra can thiệp và giới thiệu Tống Giang cho Lý Quỳ bái lạy làm huynh đệ.
Trong bữa tiệc, Tống Giang thèm được ăn món canh nấu với cá tươi thay vì dùng cá muối mặn. Lý Quỳ tình nguyện mua cá tươi.

Vì nóng nảy tìm cá tươi mà Lý Quỳ gây sự và đánh những người thợ câu cá lẫn những người bạn hàng chài quanh bờ sông. Những người hàng chài bèn cầu cứu một lái buôn cá khoẻ mạnh tên là Trương Thuận giúp đỡ. Trương Thuận chạy tới can thiệp và đánh nhau với Lý Quỳ, nhưng vì Lý Quỳ quá khoẻ nên Trương Thuận chịu thua. Không chịu dừng cuộc đấu, Trương Thuận lôi Lý Quỳ xuống nước tiếp tục đánh. Lý Quỳ do bơi lội kém nên chịu thua Trương Thuận. Ngay lúc ấy, Tống Giang và Đới Tung đến can thiệp. Khi Tống Giang đưa lá thư của Trương Hoành (anh trai Trương Thuận) nhờ Tống Giang gửi đến Trương Thuận, ông rất mừng khi gặp được Tống Giang, một người xưa giờ ông rất nể và rất muốn tìm gặp. Trương Thuận sau đó hoà giải với Lý Quỳ và kết nghĩa anh em với cả ba người Tống Giang, Đới Tung, Lý Quỳ.

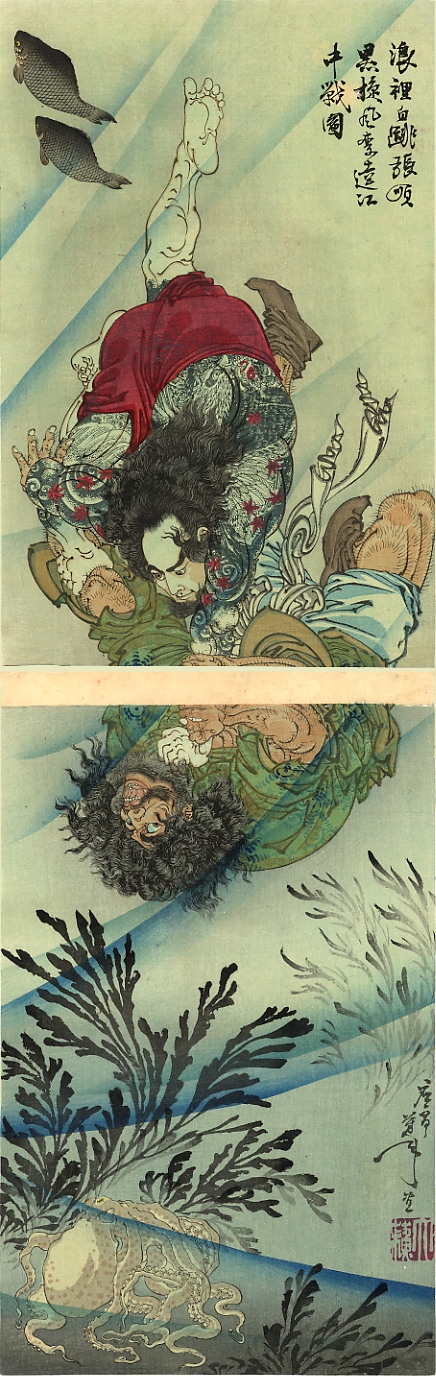
Trương Thuận (trên) nhận nước Lý Quỳ (dưới)] trong cuộc đánh nhau trên sông Giang Châu

## Cứu Tống Giang và gia nhập Lương Sơn
Do Tống Giang đề phản thi ở gác Tầm Dương trong lúc say rượu, còn Đới Tung truyền thư giả cho quan trên nên cả hai bị giam và xử chém. Lý Quỳ là cai ngục nên biết chuyện, ông đi tìm Trương Thuận nhờ cứu giúp, Trương Thuận đồng ý và hứa sẽ gọi thêm bạn bè trợ giúp. Khi Tống Giang và Đới Tung bị đưa ra pháp trường Giang Châu chém đầu, Lý Quỳ xung phong cướp pháp trường cùng với quân Lương Sơn do Tiều Cái đứng đầu, giải cứu thành công Tống Giang và Đới Tung. Sau trận này, Lý Quỳ cùng Tống Giang, Đới Tung, Trương Hoành, Trương Thuận và nhiều hảo hán khác theo Tiều Cái gia nhập Lương Sơn Bạc.

## Giết bốnhổtrả thù cho mẫu thân
Sau khi lên Lương Sơn làm đầu lĩnh, Lý Quỳ vì nhớ gia đình nên xin phép Tống Giang xuống núi về quê. Tống Giang gợi ý Lý Quỳ hãy đem theo cả gia đình mình lên Lương Sơn cùng chung sống, vì ông đã giết người ở Giang Châu nên sẽ làm liên luỵ đến gia đình mình.
Khi về nhà, Lý Quỳ gặp mẹ và anh trai mình là Lý Đạt. Lý Đạt chửi rủa em trai trở thành tội phạm giết người để cho quan quân Giang Châu treo thưởng cho ai bắt được, rồi vì tiền của mà Lý Đạt quyết định bán đứng em trai, tức tốc đi gọi quan quân đến. Không còn cách nào khác, Lý Quỳ đành cõng mẹ đi ngay.

Trên đường đi, mẹ ông khát nước nên ông để mẹ ngồi đợi rồi đi tìm nước cho mẹ uống. Nhưng không may trong lúc Lý Quỳ đi, bầy hổ trong rừng đã xé xác mẹ ông. Lý Quỳ trở về không thấy mẹ đâu, ông hoảng hốt đi tìm khắp nơi, đến gần hang hùm thì thấy bốn con hổ đang gặm xác mẹ mình, ông tức quá xông thẳng vào dùng phác đao giết trọn bốn con hổ trả thù cho mẹ, rồi đau đớn khóc thương thu nhặt xương tàn của mẹ đem chôn cất. Ngay sau đó đám thợ săn trong rừng phát hiện ra Lý Quỳ là vị anh hùng đã diệt trừ mãnh hổ, họ thuyết phục ông đến dinh của quan huyện Nghi Thủy và hứa sẽ chăm sóc cho phần mộ của mẹ ông.

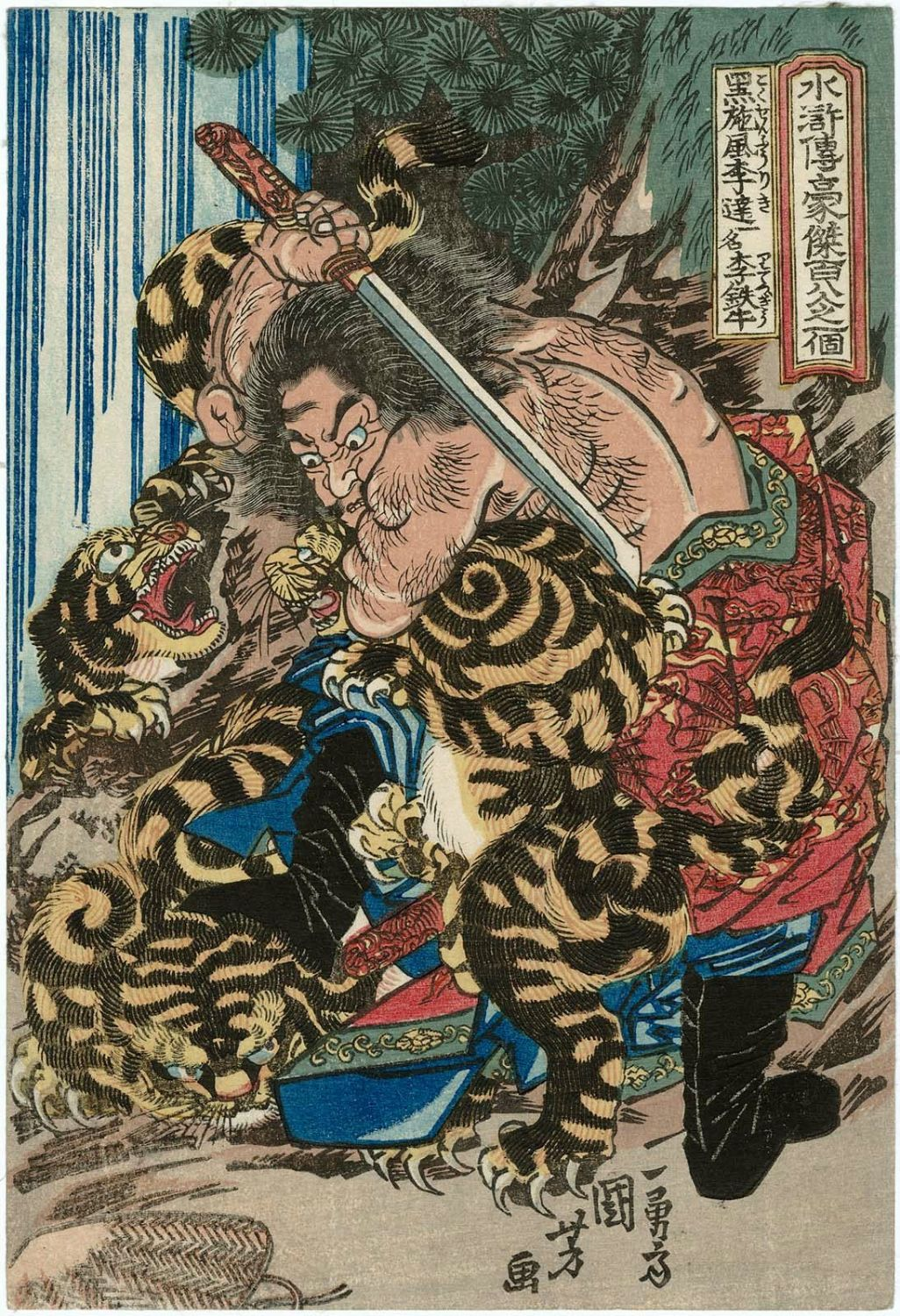
Lý Quý mất mẹ giết 4 hùm.

## GiếtÂn Thiên Tích
Ân Thiên Tích là bà con họ hàng của thái uý Cao Cầu nên cậy thế lưu manh, đến nhà họ Sài cướp vườn của Sài Hoành Thành - chú của Sài Tiến. Nghe tin chú bị cướp vườn mà sinh bệnh chết, Sài Tiến bèn đưa theo Lý Quỳ, lúc đó là trang khách của mình, tới xem sự việc ra sao. Khi lễ tang đang được tiến hành thì Ân Thiên Tích mang theo một đám kẻ hầu người hạ đến quậy phá, ép Sài Tiến nhường vườn cho mình. Lý Quỳ nấp trong cửa quan sát, thấy Ân Thiên Tích ra lệnh cho người hầu đánh Sài Tiến, ông vọt ra bảo vệ Sài Tiến, đánh văng đám người hầu của Ân Thiên Tích. Họ Ân sợ sệt định rút lui nhưng không kịp, hắn bị Lý Quỳ tóm lấy, đè sấn xuống mà đánh cho đến chết.

## Cái chết
Sau khi quân đội Lương Sơn thắng lợi trong chiến dịch chinh phạt Phương Lạp, Lý Quỳ được vua Tống Huy Tông (Triệu Cát) phong làm đô thống chế ở phủ Trấn Giang, Nhuận Châu. Tống Giang biết ngự tửu mình vừa uống vốn đã bị gian thần bỏ thuốc độc vào từ trước, biết mình sắp chết, sợ sau khi chết, Lý Quỳ sẽ làm phản. Tống Giang bèn truyền Lý Quỳ đến thành Sở Châu thăm mình (do Tống Giang được vua phong làm tổng quản binh mã, an phủ sứ Sở Châu), rồi lừa Lý Quỳ uống rượu độc cùng chết với mình. Khi Lý Quỳ biết Tống Giang cho mình uống rượu độc, ông chỉ nói lớn "Thôi thôi, Thiết ngưu khi sống theo hầu huynh trưởng. Sau khi chết cũng làm ma theo hầu huynh trưởng". Theo Thủy hử bản năm 2011, Lý Quỳ tình cờ thăm Tống Giang, biết Tống Giang đã uống độc vua ban cho, Lý Quỳ nhân lúc Tống Giang không để ý cũng uống rượu độc, sau đó chết cùng ngày với Tống Giang.
Sau này Ngô Dụng biết chuyện, bèn mang thi thể của Tống Giang và Lý Quỳ chôn cất bên nhau ở đầm Lục Nhi ngoài thành Sở Châu.

## Chuyển thể
Trong bộ phim Thủy hử (phim truyền hình 1998), nhân vật Lí Quỳ do diễn viên Triệu Tiểu Nhuệ (赵小锐, Zhao Xiaorui, phiên âm khác là Triệu Tiểu Duệ) thủ vai.
Trong bộ phim Thủy hử (phim truyền hình 2011), nhân vật Lí Quỳ do diễn viên Khang Khải (康凯, Kang Kai) thủ vai.

Trong bộ phim Đài Loan Võ Tòng anh hùng Lương Sơn Bạc (năm 2014), nhân vật Lí Quỳ do diễn viên Trì Trình (迟程, Chi Cheng) thủ vai.
1. ↑  Từ Mộng Sân, Tam triều bắc minh hội biên, quyển 114.